# شیجی

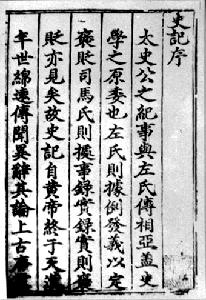
صفحه نخست دستنوشته شیجی

شیجی (چینی:史記) کتابی است که از سال ۱۰۹ تا ۹۱ پیش از میلاد نوشته شده‌است. این کتاب، شاهکار سیما چیان، نویسنده و تاریخ‌نگار عصر هان است. سیما چیان در این کتاب به شرح تاریخ چین از زمان امپراتور زرد تا امپراتور معاصر خودش هان وودی پرداخته‌است. این کتاب را با کتاب تاریخ هرودوت مقایسه می‌کنند. این کتاب در ممالک غربی با عنوان یادداشتهای تاریخ نگار بزرگ (Records of the Grand Historian) شناخته می‌شود.